# Tentamon (épouse de Nesbanebdjed Ier)
Pour les articles homonymes, voir Tentamon.
Tentamon (« Celle d'Amon ») est une reine égyptienne, épouse du roi Nesbanebdjed Ier (hélénisé en Smendès). Elle est en effet citée en tant qu'épouse de ce roi dans le Rapport d'Ounamon, texte littéraire daté du début de la XXIIe dynastie mais exposant des évènements du début de la XXIe dynastie. Le fait que son nom soit cité montrerait d'ailleurs son importance à cette période.

## Généalogie
Le Rapport d'Ounamon fait donc de Tentamon l'épouse du roi Nesbanebdjed Ier, où elle est décrite comme « organisatrice de la terre ». Or, le papyrus funéraire de la reine Hénouttaouy Ire indique qu'elle est la fille d'un roi non nommé et d'une reine nommée Tentamon, elle-même fille d'un certain Nebseny,.
Deux théories ont été proposées :
- les ouvrages de Kenneth Anderson Kitchen[5] ainsi que celui d’Aidan Mark Dodson et Dyan Hilton[6] ont proposé deux Tentamon, la première (celle du papyrus funéraire) étant la mère d'Hénouttaouy Ire et l'épouse de Ramsès XI, et la seconde (celle du Rapport d'Ounamon) étant l'épouse de Smendès ;
- l'ouvrage de Frédéric Payraudeau[7] préfère l'option où il n'y a qu'une seule Tentamon, à la fois épouse de Smendès et mère d'Hénouttaouy, tout en exprimant l'hypothèse qu'elle pouvait avoir des origines royales ramessides car, premièrement, elle semble jouer un rôle important dans le Rapport d'Ounamon[1] et, deuxièmement, Psousennès Ier, fils d'Hénouttaouy Ire et donc petit-fils de Tentamon, porte le surnom de Ramsès[4].